# Харонд Літім
Харонд Літім (9 червня, 1977, Франція) — алжирський хокеїст, лівий нападник. Виступає за ХК «По-Ружі д'Еврі» у Лізі 2.

## Клубна кар'єра
Харонд Літім почав свою кар'єру хокеїста в СКА 2000 Еврі, у складі якого він виступав сім років поспіль, з 1994 по 2001 роки. Після вильоту клубу до нижчого дивізіону в сезоні 1994/95 років, вже в наступному сезоні нападник у складі команди повернувся до Ліги 2. Під час перебування в Еврі гравець здобув вищу освіту в сезоні 1999/2000 роках, яка також пов'язана з його професією, в цьому сезоні він зіграв лише один матч в Лізі Магнус, але не відзначився жодними результативними діями. Після СКА 2000 Еврі хокеїст провів по одному сезону в СО Шамбері в Лізі 2 та ХК «Сержі-Понтуаз», з 2003 по 2006 роки виступав у складі ХК «Неїль-сюр-Марн» у французькій Лізі 2.
З 2006 по 2009 Харонд грав за клуб, в якому виступав раніше, Вірі Шатільйон ЕХ, який в цей час виступав у Лізі Магнус. У сезоні 2008/09 років він також був віце-капітаном команди. Сезон 2009/10 років гравець збірної Алжиру провів у клубі Ліги 2 Франсез Волантс (Париж). Починаючи з сезону 2010/11 років гравець виступає за свій колишній клуб, СКА 2000 Еврі.
Загалом Харонд Літім зіграв у своїй професійній кар'єрі понад 15 сезонів.

## Кар'єра у збірній
За збірну Алжиру Харонд Літім зіграв влітку 2008 року на Арабському Кубку з хокею. З одинадцятьма набраними пунктами переміг у бомбардирській гонці, він також став найціннішим гравцем турніру.

## Досягнення
- Ліга 2
  -  Чемпіон (1): 1996 (у складі СКА 2000 Еврі)

- Найцінніший гравець Арабського Кубку з хокею (1): 2008